# Fritz Hultmann
Fritz Vilhelm Hultmann, var en dansk Skuespiller, f. 22. Juni 1820 i Kbhvn, d. 9. Juni 1894 sammesteds. 
Et Sammentræf af Omstændigheder gjorde H. til Skuespiller: han ernærede sig som Litograf og studerede paa Kunstakademiets Modelskole, da det kgl. Teater 1841 gennem Aviserne søgte unge Mænd med Tenorstemme. H.’s Kammerater, der vidste ham i Besiddelse af en smuk, meget høj Tenorstemme, tilskyndede ham til at prøve sin Lykke; han meldte sig og blev straks antagen som Elev; kort efter forvandlede en haardnakket Forkølelse hans Tenorstemme til en lys Baryton, og saaledes førte en Skæbnens Tilskikkelse H. fra Syngespillet til Skuespillet. 30. Apr. 1842 viste H. sig første Gang for Publikum som Konstantin i »Svend Grathe«, og Aaret efter (22. Apr. 1843) havde han sin egl. Debut som Julius Smith i »Et Rejseeventyr«. Kyndig instrueret til denne Rolle af Stykkets Forf., A. L. Arnesen, slog H. afgørende igennem, og allerede 1. Januar 1845 udnævntes han til kgl. Skuespiller. H. er først og fremmest Hostrup-Skuespiller; han, den ikke-boglærte og i Livet melankolske, levendegjorde paa den danske Skueplads den Hostrup’ske Student saa fuldendt, at ingen, hverken før ell. senere, har naaet ham. Han var i disse Roller munter, hyppig kaad, undertiden ellevild, uden nogen Sinde at blive støjende og ugratiøs, han var aldrig forceret, altid fuldt naturlig, han var glad indtil Ubekymrethed og Sorgløshed, men hans Glæde havde altid en Understrøm af Hjertelighed og Velvillie, og selv naar hans Overgivenhed slog over i Drilleri, fornægtede hans godmodige Elskværdighed sig ikke, den tittede skælmsk frem i hans lunt tilfredse Smil. H. var med eet Ord ung, og netop saaledes som 1840’ernes danske Student var ung i Hostrup’s Komedier. Jævnsides med sit Hostrup-Repertoire spillede H. i mange Aar Elskerrollen i den klassiske Komedie: han udførte denne uden erotisk Glød med en stilfærdig Hjertevarme, i en adstadig, lidt graa Stil, der lagde Hovedvægten paa Borgersønnens urbane Tale og belevne Væsen. I den sidste Del af sit Teaterliv gik H. over i det ældre Fag, og her kom hans smukke Anstand og naturlige Konversationstone ham til gode; pga. tiltagende Hypokondri tog han 2. Juni 1877, kun 57 Aar gl, under stormende Hyldest Afsked med Publikum som Grev Boismartel i »Ferréol« og besvarede en sidste Fremkaldelse med nogle faa jævne Takkeord.